# Valentīns Lobaņovs
Valentīns Lobaņovs (Riga, 23 ottobre 1971) è un ex calciatore lettone, di ruolo difensore.

## Carriera
Cresciuto in epoca sovietica nelle giovanili dello Zveynieks Liepāja, con l'indipendenza lettone passa allo Skonto nel 1992. Il club si rivela autentico mattatore del rinato campionato lettone e Lobaņovs colleziona cinque titoli e due coppe in cinque stagioni, pure collezionando appena 76 presenze in campionato. Il 19 agosto 1992 debutta nella coppe europee giocando titolare l'andata del turno preliminare di UEFA Champions League 1992-1993 contro il KÍ Klaksvík. Il 17 luglio 1996 segnò le sue prime reti europee, realizzando una doppietta contro il Newtown nell'andata del primo turno di Coppa UEFA 1996-1997.
Nel 1997 si trasferì in Russia, giocando per una stagione in prestito al Metallurg Lipeck e collezionando 34 presenze in Pervaja liga. Tornato nel 1998 allo Skonto, vinse il suo sesto campionato lettone e la sua terza Coppa di Lettonia. La stagione seguente ripeté l'esperienza di due anni prima: fu di nuovo in prestito a una squadra russa, stavolta però al Šinnik, militante in massima serie. Lobaņovs debuttò in campionato già alla prima giornata, nella partita vinta contro il Černomorec Novorossijsk; il 23 giugno 199 realizzò contro la Dinamo Mosca la sua prima rete nel massimo campionato russo.
Tornato subito allo Skonto, nel biennio 2000-2001 collezionò altri due campionati e altrettante coppe. Ad inizio 2002 partì per il terzo prestito in Russia: stavolta fu al Metallurg Krasnojarsk col quale in una stagione di Pervyj divizion, conclusa con la retrocessione, collezionò 30 presenze. Tornò allo nuovamente allo Skonto, vincendo il suo nono campionato lettone. Nel 2004 fu ancora inviato in prestito all'estero, ma stavolta in Ucraina al Metalurh Zaporižžja. Arrivato a campionato in corso, debuttò il 14 marzo giocando titolare la gara contro il Dnipro; poco più di un mese dopo segnò il gol del definitivo 1-1 contro il Vorskla, in quella che fu la sua unica rete nel massimo campionato ucraino.
Dopo essere tornato di nuovo allo Skonto, fu venduto, stavolta in via definitiva, al Venta, club di bassa classifica; a stagione in corso nel mese di agosto 2005 si trasferì allo Jūrmala, club in cui rimase fino ad inizio 2008, quando si ritirò dal calcio giocato.

### Nazionale
Tra il 1994 e il 2005 giocò 57 volte con la nazionale lettone. Debuttò il 7 settembre 1994 giocando titolare la gara di qualificazioni al campionato europeo di calcio 1996 contro l'Irlanda. Nella partita contro l'Austria giocata il 29 marzo 1995 nell'ambito della medesima competizione subì la sua prima espulsione, per doppia ammonizione.
La sua unica rete in nazionale risale alla goleada subita in amichevole contro Israele il 17 maggio 1998, in cui Lobaņovs segnò la rete della bandiera. Contribuì alla vittoria della Coppa del Baltico 2003.
Lobaņovs fece anche parte della prima storica spedizione lettone al Campionato europeo di calcio 2004, scendendo in campo da titolare in tutte e tre le gare disputate dalla Lettonia.

## Statistiche

### Cronologia presenze e reti in nazionale
| Cronologia completa delle presenze e delle reti in nazionale ― Lettonia | Cronologia completa delle presenze e delle reti in nazionale ― Lettonia | Cronologia completa delle presenze e delle reti in nazionale ― Lettonia | Cronologia completa delle presenze e delle reti in nazionale ― Lettonia | Cronologia completa delle presenze e delle reti in nazionale ― Lettonia | Cronologia completa delle presenze e delle reti in nazionale ― Lettonia | Cronologia completa delle presenze e delle reti in nazionale ― Lettonia | Cronologia completa delle presenze e delle reti in nazionale ― Lettonia |
| Data                                                                    | Città                                                                   | In casa                                                                 | Risultato                                                               | Ospiti                                                                  | Competizione                                                            | Reti                                                                    | Note                                                                    |
| ----------------------------------------------------------------------- | ----------------------------------------------------------------------- | ----------------------------------------------------------------------- | ----------------------------------------------------------------------- | ----------------------------------------------------------------------- | ----------------------------------------------------------------------- | ----------------------------------------------------------------------- | ----------------------------------------------------------------------- |
| 7-9-1994                                                                | Riga                                                                    | Lettonia                                                                | 0 – 3                                                                   | Irlanda                                                                 | Qual. Euro 1996                                                         | -                                                                       |                                                                         |
| 8-3-1995                                                                | Budapest                                                                | Ungheria                                                                | 3 – 1                                                                   | Lettonia                                                                | Amichevole                                                              | -                                                                       | 27’                                                                     |
| 29-3-1995                                                               | Salisburgo                                                              | Austria                                                                 | 5 – 0                                                                   | Lettonia                                                                | Qual. Euro 1996                                                         | -                                                                       | 63’, 70’                                                                |
| 25-6-1997                                                               | Riga                                                                    | Lettonia                                                                | 4 – 1                                                                   | Andorra                                                                 | Amichevole                                                              | -                                                                       |                                                                         |
| 10-9-1997                                                               | Solna                                                                   | Svezia                                                                  | 1 – 0                                                                   | Lettonia                                                                | Qual. Mondiali 1998                                                     | -                                                                       |                                                                         |
| 11-10-1997                                                              | Glasgow                                                                 | Scozia                                                                  | 2 – 0                                                                   | Lettonia                                                                | Qual. Mondiali 1998                                                     | -                                                                       | 47’                                                                     |
| 6-2-1998                                                                | Attard                                                                  | Georgia                                                                 | 2 – 1                                                                   | Lettonia                                                                | Amichevole                                                              | -                                                                       |                                                                         |
| 8-2-1998                                                                | Attard                                                                  | Malta                                                                   | 2 – 1                                                                   | Lettonia                                                                | Amichevole                                                              | -                                                                       | Ammonizione                                                             |
| 10-2-1998                                                               | Attard                                                                  | Albania                                                                 | 2 – 2                                                                   | Lettonia                                                                | Amichevole                                                              | -                                                                       |                                                                         |
| 21-4-1998                                                               | Liepāja                                                                 | Lettonia                                                                | 1 – 2                                                                   | Lituania                                                                | Coppa del Baltico 1998                                                  | -                                                                       |                                                                         |
| 17-5-1998                                                               | Riga                                                                    | Lettonia                                                                | 1 – 5                                                                   | Israele                                                                 | Amichevole                                                              | 1                                                                       |                                                                         |
| 25-6-1998                                                               | Valga                                                                   | Estonia                                                                 | 0 – 2                                                                   | Lettonia                                                                | Coppa del Baltico 1998                                                  | -                                                                       |                                                                         |
| 19-8-1998                                                               | Reykjavík                                                               | Islanda                                                                 | 4 – 1                                                                   | Lettonia                                                                | Amichevole                                                              | -                                                                       | 82’                                                                     |
| 6-9-1998                                                                | Oslo                                                                    | Norvegia                                                                | 1 – 3                                                                   | Lettonia                                                                | Qual. Euro 2000                                                         | -                                                                       |                                                                         |
| 10-10-1998                                                              | Riga                                                                    | Lettonia                                                                | 1 – 0                                                                   | Georgia                                                                 | Qual. Euro 2000                                                         | -                                                                       |                                                                         |
| 14-10-1998                                                              | Maribor                                                                 | Slovenia                                                                | 1 – 0                                                                   | Lettonia                                                                | Qual. Euro 2000                                                         | -                                                                       |                                                                         |
| 10-11-1998                                                              | Tunisi                                                                  | Tunisia                                                                 | 2 – 0                                                                   | Lettonia                                                                | Amichevole                                                              | -                                                                       | 46’                                                                     |
| 24-2-1999                                                               | Gerusalemme                                                             | Israele                                                                 | 3 – 0                                                                   | Lettonia                                                                | Amichevole                                                              | -                                                                       | 68’                                                                     |
| 31-3-1999                                                               | Riga                                                                    | Lettonia                                                                | 0 – 0                                                                   | Grecia                                                                  | Qual. Euro 2000                                                         | -                                                                       |                                                                         |
| 28-4-1999                                                               | Riga                                                                    | Lettonia                                                                | 0 – 0                                                                   | Albania                                                                 | Qual. Euro 2000                                                         | -                                                                       |                                                                         |
| 5-6-1999                                                                | Riga                                                                    | Lettonia                                                                | 1 – 2                                                                   | Slovenia                                                                | Qual. Euro 2000                                                         | -                                                                       | 45’                                                                     |
| 9-6-1999                                                                | Atene                                                                   | Grecia                                                                  | 1 – 2                                                                   | Lettonia                                                                | Qual. Euro 2000                                                         | -                                                                       |                                                                         |
| 4-9-1999                                                                | Tirana                                                                  | Albania                                                                 | 3 – 3                                                                   | Lettonia                                                                | Qual. Euro 2000                                                         | -                                                                       | 50’                                                                     |
| 8-9-1999                                                                | Tbilisi                                                                 | Georgia                                                                 | 2 – 2                                                                   | Lettonia                                                                | Qual. Euro 2000                                                         | -                                                                       |                                                                         |
| 9-10-1999                                                               | Riga                                                                    | Lettonia                                                                | 1 – 2                                                                   | Norvegia                                                                | Qual. Euro 2000                                                         | -                                                                       |                                                                         |
| 2-2-2000                                                                | Pafo                                                                    | Lettonia                                                                | 0 – 2                                                                   | Romania                                                                 | Torneo internazionale di Cipro 2000                                     | -                                                                       | 86’                                                                     |
| 4-2-2000                                                                | Pafo                                                                    | Lettonia                                                                | 2 – 0                                                                   | Slovacchia                                                              | Torneo internazionale di Cipro 2000                                     | -                                                                       |                                                                         |
| 6-2-2000                                                                | Larnaca                                                                 | Lituania                                                                | 2 – 1                                                                   | Lettonia                                                                | Torneo internazionale di Cipro 2000                                     | -                                                                       |                                                                         |
| 26-4-2000                                                               | Kaunas                                                                  | Lituania                                                                | 2 – 1                                                                   | Lettonia                                                                | Amichevole                                                              | -                                                                       | 86’                                                                     |
| 3-6-2000                                                                | Riga                                                                    | Lettonia                                                                | 1 – 0                                                                   | Finlandia                                                               | Amichevole                                                              | -                                                                       |                                                                         |
| 16-8-2000                                                               | Riga                                                                    | Lettonia                                                                | 0 – 1                                                                   | Bielorussia                                                             | Amichevole                                                              | -                                                                       | 90’                                                                     |
| 2-9-2000                                                                | Riga                                                                    | Lettonia                                                                | 0 – 1                                                                   | Scozia                                                                  | Qual. Mondiali 2002                                                     | -                                                                       | 85’                                                                     |
| 7-10-2000                                                               | Riga                                                                    | Lettonia                                                                | 0 – 4                                                                   | Belgio                                                                  | Qual. Mondiali 2002                                                     | -                                                                       | 75’                                                                     |
| 28-2-2000                                                               | Vaduz                                                                   | Liechtenstein                                                           | 0 – 2                                                                   | Lettonia                                                                | Amichevole                                                              | -                                                                       | 82’                                                                     |
| 12-2-2003                                                               | Adalia                                                                  | Lettonia                                                                | 2 – 1                                                                   | Lituania                                                                | Amichevole                                                              | -                                                                       | 89’                                                                     |
| 7-6-2003                                                                | Budapest                                                                | Ungheria                                                                | 3 – 1                                                                   | Lettonia                                                                | Qual. Euro 2004                                                         | -                                                                       | 71’                                                                     |
| 4-7-2003                                                                | Valga                                                                   | Lettonia                                                                | 2 – 1                                                                   | Lituania                                                                | Coppa del Baltico 2003                                                  | -                                                                       | 71’                                                                     |
| 6-9-2003                                                                | Riga                                                                    | Lettonia                                                                | 0 – 2                                                                   | Polonia                                                                 | Qual. Euro 2004                                                         | -                                                                       | 63’                                                                     |
| 10-9-2003                                                               | Riga                                                                    | Lettonia                                                                | 3 – 1                                                                   | Ungheria                                                                | Qual. Euro 2004                                                         | -                                                                       |                                                                         |
| 11-10-2003                                                              | Solna                                                                   | Svezia                                                                  | 0 – 1                                                                   | Lettonia                                                                | Qual. Euro 2004                                                         | -                                                                       |                                                                         |
| 15-11-2003                                                              | Riga                                                                    | Lettonia                                                                | 1 – 0                                                                   | Turchia                                                                 | Qual. Euro 2004                                                         | -                                                                       | 30’                                                                     |
| 20-12-2003                                                              | Pafo                                                                    | Kuwait                                                                  | 2 – 0                                                                   | Lettonia                                                                | Amichevole                                                              | -                                                                       |                                                                         |
| 19-2-2004                                                               | Limassol                                                                | Ungheria                                                                | 2 – 2                                                                   | Lettonia                                                                | Torneo internazionale di Cipro 2004                                     | -                                                                       | 87’                                                                     |
| 21-2-2004                                                               | Larnaca                                                                 | Lettonia                                                                | 1 – 4                                                                   | Bielorussia                                                             | Torneo internazionale di Cipro 2004                                     | -                                                                       | 76’                                                                     |
| 31-3-2004                                                               | Celje                                                                   | Slovenia                                                                | 0 – 1                                                                   | Lettonia                                                                | Amichevole                                                              | -                                                                       | 53’                                                                     |
| 28-4-2004                                                               | Riga                                                                    | Lettonia                                                                | 0 – 0                                                                   | Islanda                                                                 | Amichevole                                                              | -                                                                       | 69’                                                                     |
| 6-6-2004                                                                | Riga                                                                    | Lettonia                                                                | 2 – 2                                                                   | Azerbaigian                                                             | Amichevole                                                              | -                                                                       | 46’ 90'+2’                                                              |
| 15-6-2004                                                               | Aveiro                                                                  | Rep. Ceca                                                               | 2 – 1                                                                   | Lettonia                                                                | Euro 2004                                                               | -                                                                       | 90’                                                                     |
| 19-6-2004                                                               | Oporto                                                                  | Germania                                                                | 0 – 0                                                                   | Lettonia                                                                | Euro 2004                                                               | -                                                                       | 70’                                                                     |
| 23-6-2004                                                               | Braga                                                                   | Lettonia                                                                | 0 – 3                                                                   | Paesi Bassi                                                             | Euro 2004                                                               | -                                                                       | 53’                                                                     |
| 18-8-2004                                                               | Riga                                                                    | Lettonia                                                                | 0 – 2                                                                   | Galles                                                                  | Amichevole                                                              | -                                                                       |                                                                         |
| 4-9-2004                                                                | Riga                                                                    | Lettonia                                                                | 0 – 2                                                                   | Portogallo                                                              | Qual. Mondiali 2006                                                     | -                                                                       |                                                                         |
| 8-9-2004                                                                | Lussemburgo                                                             | Lussemburgo                                                             | 3 – 4                                                                   | Lettonia                                                                | Qual. Mondiali 2006                                                     | -                                                                       |                                                                         |
| 9-10-2004                                                               | Bratislava                                                              | Slovacchia                                                              | 4 – 1                                                                   | Lettonia                                                                | Qual. Mondiali 2006                                                     | -                                                                       | 90’                                                                     |
| 13-10-2004                                                              | Riga                                                                    | Lettonia                                                                | 2 – 2                                                                   | Lituania                                                                | Qual. Mondiali 2006                                                     | -                                                                       |                                                                         |
| 17-11-2004                                                              | Vaduz                                                                   | Liechtenstein                                                           | 1 – 3                                                                   | Lettonia                                                                | Qual. Mondiali 2006                                                     | -                                                                       | 90’                                                                     |
| 21-5-2005                                                               | Kaunas                                                                  | Lituania                                                                | 2 – 0                                                                   | Lettonia                                                                | Coppa del Baltico 2005                                                  | -                                                                       | 46’                                                                     |
| Totale                                                                  |                                                                         | Presenze                                                                | 57                                                                      |                                                                         | Reti                                                                    | 1                                                                       |                                                                         |

## Palmarès

### Club
- Campionato lettone: 9

Skonto: 1992, 1993, 1994, 1995, 1996, 1998, 2001, 2002, 2003
- Coppa di Lettonia: 5

Skonto: 1992, 1995, 1998, 2001, 2002

### Nazionale
- Coppa del Baltico: 1

2003